# Luke Hobson
Luke Hobson (Reno, 25 de junho de 2003) é um nadador estadunidense.

## Carreira
Hobson nasceu em Reno, Nevada, em 5 de junho de 2003, e estudou na Reno High School, graduando-se em 2021. Como seus pais eram nadadores universitários, começando aos oito anos, Hobson nadou pelo Lakeridge Swim Team, um programa excelente, sob o comando da treinadora Sharon Weiss.
Em maio de 2019, como aluno do segundo ano do ensino médio de Reno, Hobson venceu os 200 metros livres em um tempo recorde estadual de 1:38,53 e os 500 metros livres em 4:28,35 na competição de natação do Campeonato Estadual de Nevada no Carson Aquatic Center em Carson City. Hobson disse que queria estabelecer uma meta de continuar vencendo os dois eventos como júnior e sênior. Continuando a ter sucesso como aluno do último ano do ensino médio, ele nadou 45,22 nos 100 metros livres em 22 de maio de 2021, o que o qualificou para competir nas "Provas Olímpicas dos EUA de 2020", que foram realizadas em junho de 2021 devido à COVID. Na primavera de 2020, quando muitas piscinas foram fechadas devido à COVID, Hobson treinou levantando pesos e nadando na piscina do quintal de seus pais enquanto estava amarrado a um poste.
De 2021 a 2025, ele estudou publicidade na Universidade do Texas e competiu pelo time masculino de natação Longhorn do Texas sob o comando do técnico Eddie Reese e do técnico Wyatt Collins. No Campeonato da NCAA de 2024, Hobson ajudou a estabelecer um recorde de estilo livre de 200 metros da NCAA de 1:29,13 como o nadador líder do revezamento de estilo livre de 4x200 metros da Universidade do Texas. Hobson também nadou 1:28,81 para vencer a final individual de estilo livre de 200 metros, estabelecendo um novo recorde. Ele foi cinco vezes campeão da NCAA, incluindo o estilo livre de 200 metros em 2023 e 2024; o estilo livre de 500 metros em 2023; e o revezamento de estilo livre de 4x200 metros em 2022 e 2023. Ele se formou no Texas como um All-American doze vezes.
Ele foi medalhista do campeonato mundial seis vezes, levando uma medalha de ouro, uma de prata e quatro de bronze. Em 2024, ele ganhou sua primeira medalha global individual em 2024. Hobson se classificou para as Olimpíadas de Paris de 2024 nas seletivas da equipe olímpica de natação dos EUA em junho de 2024, onde ficou em primeiro lugar nos 200m livre.
Nadando em seu último ano na Universidade do Texas nas Olimpíadas de Paris de 2024, Hobson ganhou uma medalha de prata como membro da equipe olímpica masculina dos EUA de revezamento 4x200 metros livre, levando a prata com um tempo combinado de equipe de 7:00.78, cerca de 1,35 segundos atrás do tempo da medalha de ouro da equipe britânica.
Na competição individual, em uma corrida excepcionalmente acirrada nos 200 m livres masculinos olímpicos de 2024, com menos de um segundo separando os três primeiros colocados, avançando do sétimo lugar, Hobson ficou em terceiro com 1:44.79 para levar a medalha de bronze. O membro da equipe romena David Popovici conquistou a medalha de ouro com 1:44.72, com o britânico Matthew Richards conquistando a prata com um tempo de 1:44.74. Ele se tornou o primeiro atleta da Universidade do Texas a ganhar medalha nos 200 metros livres masculinos.